# HD27913
HD27913 є хімічно пекулярною зорею спектрального класу
F0 й має видиму зоряну величину в смузі V приблизно  8,6.